# National League (damvolleyboll, Uganda)
National League i volleyboll för damer i Uganda organiseras av Uganda Volleyball Federation. De fyra första lagen i serien går vidare till slutspel om mästartiteln med semifinal och final. De två sista lagen åker ur serien.

## Resultat per år
| Säsong                    | Podium                              | Podium                              | Podium                              |
| Mästare                   | Tvåa                                | Trea                                |                                     |
| ------------------------- | ----------------------------------- | ----------------------------------- | ----------------------------------- |
| 2003/2004 mer information | KCAA                                |                                     |                                     |
| 2004/2005 mer information | KCAA                                |                                     |                                     |
| 2005/2006 mer information | KCAA                                |                                     |                                     |
| 2006/2007 mer information | KAVC                                |                                     |                                     |
| 2007/2008 mer information | KAVC                                |                                     |                                     |
| 2008/2009 mer information | KCB Nkumba VC                       | KAVC                                | Ndejje Elites                       |
| 2009/2010 mer information | KCB Nkumba VC                       |                                     |                                     |
| 2010/2011 mer information | KCB Nkumba VC                       |                                     |                                     |
| 2011/2012 mer information | Ndejje Elites                       |                                     |                                     |
| 2012/2013 mer information | Ndejje Elites                       |                                     |                                     |
| 2013/2014 mer information | Vision Volleyball Camp              |                                     |                                     |
| 2014/2015 mer information | Vision Volleyball Camp              |                                     |                                     |
| 2015/2016 mer information | Ndejje Elites                       |                                     |                                     |
| 2016/2017 mer information | KCB Nkumba VC                       |                                     |                                     |
| 2017/2018 mer information | KCB Nkumba VC                       |                                     |                                     |
| 2018/2019 mer information | KCB Nkumba VC                       |                                     |                                     |
| 2019/2020                 | Ej utsedda p.g.a. Covid-19-pandemin | Ej utsedda p.g.a. Covid-19-pandemin | Ej utsedda p.g.a. Covid-19-pandemin |
| 2020/2021                 | Ej utsedda p.g.a. Covid-19-pandemin | Ej utsedda p.g.a. Covid-19-pandemin | Ej utsedda p.g.a. Covid-19-pandemin |
| 2021/2022 mer information | Ndejje Elites                       | Vision Volleyball Camp              |                                     |
| 2022/2023 mer information | KCCA                                |                                     |                                     |